# Telmatherina abendanoni
Telmatherina abendanoni är en fiskart som beskrevs av Weber, 1913. Telmatherina abendanoni ingår i släktet Telmatherina och familjen Telmatherinidae. IUCN kategoriserar arten globalt som sårbar. Inga underarter finns listade i Catalogue of Life.